# Uzayr

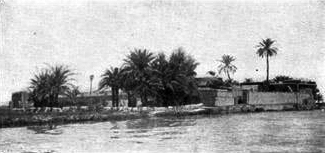
En plats som traditionellt beskrivs vara Uzayrs helgedom vid al-Uzayr nära Basra, Irak.

Uzayr (arabiska: عُزَيْر) är en person som nämnts i koranvers 9:30, i vilken det står att han betraktats vara Guds son enligt judarna. Uzayr beskrivs vara en profet i islam. Uzayr förknippas ofta med Bibelns Esra (se Esras bok), och även i Muhammed Bernströms översättning kallas han för Esra. Enligt en återberättelse från den sjätte shiaimamen Jafar Sadiq var personen som passerade "en stad som hade jämnats med marken" i koranvers 2:259 Uzayr. I Shakirs engelska översättning står det även Uzayr inom parentes. Gud gjorde så att denna person dog, och sedan väckte Gud honom till liv efter 100 år.

## Yttranden om tron på judarna i Medina i Uzair
Gordon Darnell Newby har föreslagit att det koraniska uttrycket kan återspegla Ezras eventuella utnämning till en av Guds söner av judarna i Hijaz Forskaren Gordon Darnell Newby noterar följande om Uzair, ängeln Metatron och Bnei Elohim (bokstavligen ”Guds söner”):

kände till åtminstone delar av Tredje Enoksboken tillsammans med judarna. De änglar som Metatron blev chef över identifieras i Enok-traditionen som Guds söner, Elohims söner, väktarna och de fallna som de som orsakade syndafloden. I Enoks första bok och Ezras fjärde bok kan termen Guds son användas om Messias, men oftare används den om rättfärdiga män, av vilka den judiska traditionen anser att det inte finns några mer rättfärdiga än de som Gud valde att ta med sig levande till himlen. Det är därför lätt att föreställa sig att bland de Hijazi-judar som uppenbarligen var involverade i de mystiska spekulationer som förknippades med vagnen, kunde Ezra, på grund av traditionen med hans översättning, på grund av hans fromhet och särskilt för att han var jämbördig med Enok som Guds skriftlärde, beskrivas som en son till Elohim. Naturligtvis passar han in på beskrivningen av en religiös ledare (en av rabbinerna i Koranen 9:31) som uppfostrats av judarna.

Mark Lidzbarski och Michael Laudall har också lagt fram en hypotes om att det fanns en arabisk-judisk gemenskap vars vördnad för Esra gränsade till avgudadyrkan
Rabbin Alan Mahler nämner att det finns en hadith i Tirmidhi-moskén som säger att judarna dyrkar sina rabbiner, eftersom de accepterar vad deras rabbiner säger baserat på Guds ordhan hävdar att detta är sant eftersom ortodoxa judar utövar judendom baserat på en rabbins tolkning av den muntliga Toran. Han citerar också att Ibn Abbas berättade att fyra judar trodde att Uzair var Guds son.